# María Inés Valla
María Inés Valla (Paraná, Entre Ríos; 3 de abril de 1956) es una Ingeniera en Telecomunicaciones, Doctora en Ingeniería y docente argentina.

## Biografía
Nacida en Entre Ríos, Argentina en 1956, estudió Ingeniería en Telecomunicaciones en la Facultad de Ingeniería de la Universidad Nacional de La Plata; se graduó el 27 de marzo de 1980 con un promedio de 9,24. Después, en febrero de 1992 inició sus estudios de posgrado en la  Facultad de Ingeniería, Universidad Nacional de La Plata (UNLP). Obtuvo el título de Doctora en Ingeniería el 1 de julio de 1994; su tesis fue sobre el control de motores de reluctancia conmutada.
Inició su carrera de docente universitaria antes de finalizar sus estudios de grado, como ayudante interino de la cátedra Análisis Matemático II de la Facultad de Ingeniería, UNLP; en abril de 1978. Desde septiembre de 2006 se desempeña, en dicha universidad, como profesora titular ordinaria con dedicación exclusiva en la cátedra Circuitos Electrónicos. Actualmente posee la categoría de Investigadora Superior ad-honoren en el Consejo Nacional de Investigaciones Científicas y Técnicas (CONICET).

## Premios y reconocimientos
- Premio Juan Sábato, otorgado por la Facultad de Ingeniería de la UNLP al mejor egresado de la carrera Ingeniería en Telecomunicaciones promoción 1979.
- Senior Member del Institute of Electrical and Electronics Engineers (IEEE) desde mayo de 1997.
- 1999 Outstanding Chapter Award de la IEEE Control System Society.
- Best Paper Award al trabajo "A 2D-Model of the induction motor: An Extension of the Modified Winding Function Approach", de G. Bossio, C. De Angelo, G. García, J. Solsona & M.I. Valla, presentado en la Sesión PE-03 Induction Motor Drive-Modeling and Estimation del 28th Annual International Conference of the IEEE Industrial Electronics Society (IECON’02), Sevilla, España, 5-8 Nov. 2002.
- 2002 IEEE PES Chapter Outstanding Engineer Award. Otorgado por la sociedad de Power Engineering del IEEE. Diciembre 2002.
- 2003 IEEE Educational Activities Board Section Professional Development Award, otorgado por el IEEE Educational Activities Board (EAB) para reconocer a la Sección Argentina del IEEE.
- 2006 Miembro del IEEE Ethics and Member Conduct Committee.
- 2007 Miembro Titular de la Academia de Ingeniería de la provincia de Buenos Aires.
- 2010 IEEE Fellow del Institute of Electrical and Electronics Engineers.Categoría honorífica que se otorga al 1% de la membresía.